# Okileucauge sasakii
Okileucauge sasakii là một loài nhện trong họ Tetragnathidae.
Loài này thuộc chi Okileucauge. Okileucauge sasakii được miêu tả năm 2001 bởi Tanikawa.

## Hình ảnh

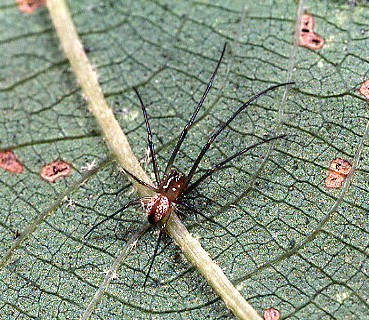